# 江田島
江田島（えたじま）は、広島県江田島市に属する広島湾の島である。隣接する能美島（東能美島・西能美島）とは陸続きでY字型の一つの島となっている。

## 概要
広島市の南、呉市の西に位置する。Y字型の付け根から北西部が能美島、北東部が江田島である。能美島との間には江田島湾が存在し、津久茂瀬戸と呼ばれる狭い海峡で広島湾とつながっている。能美島と江田島は元々別の島であり、飛渡瀬と呼ばれる狭い海峡で隔てられていた。後にこの海峡は埋め立てられたが、現在でも大柿町飛渡瀬という地名として残っている。
1888年（明治21年）に海軍兵学校が東京築地から移転して以来、海軍ゆかりの島として認知されるようになり、「江田島」は海軍兵学校の代名詞となった。大日本帝国海軍解体後も引き続き海上自衛隊第1術科学校および海上自衛隊幹部候補生学校が置かれている。
江田島は安芸郡に属していたが、津久茂地区だけは1925年（大正14年）2月1日に江田島村に編入されるまで能美島と同じく佐伯郡であった。江田島村は1951年（昭和26年）10月1日に町制を施行して江田島町となり、1島1町の状態が続いていた。2004年11月1日に能美島の3町と合併して江田島市となったが、江田島市役所は江田島ではなく能美島の旧大柿町に置かれている。
能美島および倉橋島と共にアマモ等の重要な海草・海藻の生息地になっており、多様な海洋生物が恩恵を受けている。近年は広島湾全体の環境と生態系が改善傾向にあると見られており、干潟にはハクセンシオマネキやハマサジやカブトガニなどの貴重な生物が見られ、スナメリも江田島周辺に姿を現す様になったとされる。また、エタジマホンヤドカリは2014年に江田島で発見され新種として認定されたホンヤドカリの仲間である。

## 交通
- 国道487号
- 大須港 - 2012年4月1日以降、寄港する定期便は存在しない。
- 切串港・小用港・秋月港 - カーフェリーや高速船によって広島港・呉港と結ばれている。